# Karshomyia praecipua
Karshomyia praecipua är en tvåvingeart som beskrevs av Gagne 1973. Karshomyia praecipua ingår i släktet Karshomyia och familjen gallmyggor.
Artens utbredningsområde är Kalifornien. Inga underarter finns listade i Catalogue of Life.